# Samoro
Samoro ist ein osttimoresischer Suco im Verwaltungsamt Soibada (Gemeinde Manatuto). „Samoro“ bedeutet auf Tetum „Grüne Schlange“.

## Geographie
Vor der Gebietsreform 2015 hatte Samoro eine Fläche von 14,35 km². Nun sind es 15,34 km². Der Suco liegt im Südosten des Verwaltungsamts Soibada. Nordwestlich befindet sich der Suco Fatumaquerec, nordöstlich der Suco Manlala und östlich der Suco Leo-Hat. Im Südosten grenzt Samoro an das Verwaltungsamt Barique mit seinem Suco Manehat und im Südwesten an das zur Gemeinde Manufahi gehörende Verwaltungsamt Fatuberlio mit seinem Suco Clacuc. Der Fluss Quic durchquert den Suco, bevor er mit dem von Norden kommenden Bun den östlichen Grenzfluss Sáhen bildet. Durch den Norden von Samoro führt die Überlandstraße von Uma Boco zum Ort Soibada. Sieht man von der Nordspitze Samoros ab, die in den Ort Soibada hineinreicht und in der sich der Verwaltungssitz des Verwaltungsamts sich befindet, gibt es keine größeren Siedlungen im Suco. Dafür gibt es eine staatliche Grundschule.
Im Suco befinden sich die zwei Aldeias Uma Querec Leten und Uma Querec Lor.

## Einwohner
In Samoro leben 355 Einwohner (2022), davon sind 190 Männer und 165 Frauen. Im Suco gibt es 59 Haushalte. Über 68 % der Einwohner geben Tetum Terik als ihre Muttersprache an. Fast 13 % sprechen Idaté, fast 10 % Tetum Prasa, über 3 % Mambai, Minderheiten Midiki, Makasae, Galoli, Habun, Baikeno, Adabe oder Lakalei. Das ehemalige Reich von Samoro gilt als das Zentrum der östlichen Tetum (Tetum Los).

## Geschichte

Dom André Doutel, Herrscher von Samoro (1899)

Anfang des 18. Jahrhunderts missionierte der Dominikaner Manuel de Santo António in Samoro und bekehrte den hiesigen Liurai zum Christentum. Als der Herrscher von Wehale mit dem Vertrag von Paravicini 1756 ein Bündnis mit den Niederländern schloss, sollten auch die ihm untergeordneten Reiche in Belu sich den Niederländern anschließen. Viele weigerten sich aber und blieben beim Bündnis mit Portugal. Zu ihnen gehörte auch Samoro.
Auch in portugiesischen Listen von 1769 und 1868 wird das Reich von Samoro aufgeführt. Die Fläche des Reiches Samoro war deutlich größer, als die des heutigen Sucos. So gehörte auch der Ort Soibada und das Reich von Laclubar dazu.
Gouverneur José Pinto Alcoforado de Azevedo e Sousa (1815–1820) ließ unter anderem auch im Reich von Samoro nach Erdöl suchen.
Der Naturforscher Henry Ogg Forbes besuchte Samoro 1883. Zusammen mit dem Sohn des Liurais durfte er auf den über 2000 m hohen Sobale. Zum Unmut Forbes durfte er dort aber keine Pflanzenproben sammeln, da der Berg als heilig (lulik) galt.

## Politik
Bei den Wahlen von 2004/2005 wurde Luís Batista (Baptista?) de Jesus zum Chefe de Suco gewählt und 2009 in seinem Amt bestätigt. Bei den Wahlen 2016 gewann António das Neves Noronha.

## Belege
- Geoffrey C. Gunn: History of Timor – Technische Universität Lissabon (PDF-Datei; 805 kB)